# 胡詒穀

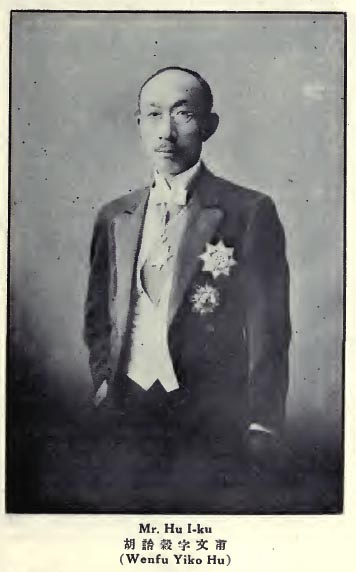
《中国名人录（第三版）》中的胡詒穀照片

胡詒穀（英語：Hu I-ku 或 Wenfu Yiko Hu，1876年—？），字文甫，浙江宁波人。中华民国早期司法要人、法学家。

## 生平

### 早年生涯
胡詒穀于1876年生于宁波。从1890年到1897年，就读于上海圣约翰书院。在校期间，自1895年至1897年担任圣约翰书院的校刊《回聲》的主編。自1897年毕业至1899年，在圣约翰书院担任圖書管理員和祕書。1899年，他离开圣约翰书院，到南洋公学担任講師，教授英语，后成为英文系主任。
1906年1月，经南洋公学派遣，校长张美翊核准，胡詒穀（当时为教员身份）与胡壮猷和应届毕业生陈同寿、邵长光、屠慰曾、吴乃琛、徐维震共7人赴美国留学。1906年，胡詒穀先入加州大学伯克利分校学习法律。同年转入芝加哥大學，自1906年至1908年一直在该校学习。1908年至1909年，在伊利諾伊大學香槟分校就读，1908年获得文學士学位，1909年获得法學士学位。
1908年，胡詒穀参与编纂的《袖珍英华字典》（Pocket Chinese and English Dictionary）由上海商务印书馆出版。1906年至1908年，胡詒穀是联邦俱樂部員。1907年至1908年，胡詒穀是雷諾兹俱樂部成員。1908年至1909年，胡詒穀是演講協會（Oratorical Association）會員。此外，1907年至1909年，他担任世界主义俱樂部（Cosmopolitan Club）主席。他还是伊利諾伊大學法律俱樂部（Law Club of the University of Illinois）成員。

### 法律生涯
1909年9月，胡詒穀回到中國，此后在清朝邮传部任职，担任邮传部法律顧問。并担任鐵道、電訊、航運、郵政法律起草委員會的委員。同时，从1909年到1912年，他还担任京师大學堂法科教员。
中华民国成立后，1912年春，交通部上海工业专门学校设中学科科长职，聘胡詒穀任科长；1912年10月，中学科科长胡詒穀辞职，由徐经郛继任。1913年，他被北京政府任命为大理院推事。1913年，胡詒穀成为中國法律俱樂部（Chinese Law Club）成員。1915年，成为中国社会和政治科学学会（Chinese Social and Political Science Association）会员，后来还成为该学会执行委员会委员。
1917年，胡詒穀成为司法官惩戒委員會委員。当1917年8月，北京政府在一战中向德国及奥匈帝国宣战时，北京政府任命胡詒穀兼任高等捕获法庭（High Prize Court）法官。1918年，胡詒穀兼任司法官考试委员会委员。1918年11月，胡詒穀获授二等文虎章。
1919年春，胡詒穀被北京政府派为代表，出席菲律賓律師公會（Philippine Bar Association）會議。1919年3月，胡詒穀获授三等宝光嘉禾章。1920年，应北京政府外交部及司法部的邀请，胡詒穀出任司法问题研討委員會（Commission for the Study of Judicial Questions，中文原名待查）委員。1920年11月，胡詒穀被任命为特任司法官考试委员会（Commission for the Examination of Special Judicial Officers，中文原名待查）委员。1921年3月，胡詒穀被任命为代理司法官惩戒委員會委员长。1922年6月，胡詒穀出任高等文官惩戒委員會委員。
1921年7月，胡詒穀被任命为大理院代理院长。1922年10月，被任命为代理司法官惩戒委員會委员长。1922年12月，获二等大绶嘉禾章。1923年1月，被任命为大理院民事第三庭庭长。此后，胡詒穀曾获大总统令授予一等嘉禾章。1927年12月24日，张作霖发布大元帥令：“司法部呈大理院廳長胡詒穀因病懇請辭職，胡詒穀准免本職。此令。”
1922年至1925年，胡詒穀担任國立大學及司法官學校的法律教授，其间被任命为上海公共租界临时法院兼上诉院的庭長，一直任至1930年4月1日該法院解散，成立江苏高等法院第二分院和江苏上海特区地方法院。1930年至1933年，胡詒穀任江苏上海特区地方法院（1931年改称江苏上海第一特区地方法院）民事庭庭长。1933年，出任靖江地方法院院長。1934年，出任江苏高等法院检察长。

### 汪精卫政权时期
1942年2月至1943年1月，胡詒穀代理汪精卫政权江苏高等法院第二分院检察处首席检察官。1943年1月，正式出任江苏高等法院第二分院检察处首席检察官。1943年7月，代理江苏高等检察署第二分署检察长。此后，1943年7月底至1945年8月，担任上海高等检察署检察长。

## 著作
- 吴治俭、胡詒穀編纂，袖珍英华字典，上海：商务印书馆，1904年

## 延伸阅读
[在维基数据编辑]
 《游美同學錄·胡詒穀》，出自《游美同學錄》